# Charles S. Morehead
Charles Slaughter Morehead (7 de julho de 1802 — 21 de dezembro de 1868) foi um político dos Estados Unidos, foi o 20º governador do estado de Kentucky e representou este estado na Câmara de Representantes dos U.S. Embora um membro do partido Whig na maior parte de seu exercício político, filiou-se ao partido Know Nothing (Partido Americano) em 1855, e foi o único governador do Kentucky eleito por esse partido.
A carreira política de Morehead começou na câmara de Kentucky em 1828. Em 1832 foi nomeado procurador geral, exerceu esta função por cinco anos e mais tarde voltou para a câmara de Kentucky, onde foi eleito presidente da câmara por três vezes. Ele foi eleito para representante de Kentucky no Congresso em 1848 e exerceu dois mandatos. Depois de sua posse no Congresso, ele entrou para o partido Know Nothing e foi escolhido como o candidato do partido para governador em 1855. A campanha foi marcada pela retórica anti-imigração e anti-catolicismo que desencadeou a revolta "Bloody Monday" (confronto violento entre protestantes e católicos irlandeses) em Louisville.
Morehead foi delegado para a Conferência de paz de 1861 e na Convenção de Estados fronteiriços que tentou evitar a Guerra Civil. Embora ele favorecesse a neutralidade do Kentucky, Morehead simpatizou com o Sul e foi um crítico aberto da administração de Lincoln. Ele foi preso por deslealdade em setembro de 1861, embora nenhuma acusação formal tenha sido feita contra ele. Ele foi libertado da prisão em Janeiro de 1862 e depois fugiu para o Canadá, Europa e México. Após a guerra, ele retornou aos Estados Unidos e se estabeleceu em sua fazenda em Greenville no Mississippi, onde morreu em 21 de dezembro de 1868.

## Início da vida
Charles S. Morehead nasceu perto de Bardstown no Condado de Nelson no Kentucky em 7 de julho de 1802. Ele era filho de Charles e Margaret (Slaughter) Morehead e primo do 12º governador de Kentucky, James Turner Morehead (Kentucky). Seu pai atuou nas duas câmaras da assembleia geral de Kentucky.
Morehead foi educado em escolas da área e em seguida matriculou-se para a Universidade da Transilvânia. Obteve bacharelado em 1820 com graduação digna de honras. Após a formatura ele se tornou um professor da Universidade e formou-se em direito em 1822. Ele mudou-se para o Condado de Christian no Kentucky, foi autorizado advogar e iniciou a prática em Hopkinsville. Ele também trabalhou como agricultor em suas terras no Mississippi e Louisiana.
Morehead casou-se com Amanda Leavy em 10 de julho de 1823. Ela morreu a 5 de julho de 1829 aos 25 anos. Após sua morte, Morehead casou com Margaret Leavy, irmã de sua primeira esposa, em 6 de setembro de 1831. Juntos eles tiveram quatro filhos. Charles e Margaret eram muito apaixonados por música, teatro, danças e festas.

## Carreira política
Morehead foi eleito como membro do partido Whig para a câmara de Kentucky em 1828 e foi reeleito em 1829. Após seu segundo mandato no legislativo, mudou-se para Frankfort (Kentucky), acreditando em melhores oportunidades para advocacia. Ele foi nomeado como procurador geral em 1832 e atuou por cinco anos. Em 1834 foi coautor da síntese do estatuto de leis do Kentucky com Mason Brown. Ele representou o Condado de Franklin na câmara do estado entre 1838 e 1842 e novamente em 1844. Ele foi escolhido presidente da câmara em 1840, 1841 e 1844.
Morehead foi eleito para o 30º e 31º congressos, atuando a partir de 4 de março de 1847 até 3 de março de 1851. Durante o 31º congresso, o partido Whig considerou-o candidato a presidente da câmara. A votação para presidente começou a 3 de dezembro de 1849. O partido primeiro escolheu Robert C. Winthrop como seu candidato, mas após várias votações Winthrop era incapaz de obter uma maioria por causa de rivalidades secionais dentro o partido. Alguns Whigs dos Estados do Norte votaram em David Wilmot pertencente ao Free Soiler (divergentes abolicionistas), enquanto cinco Whigs do Sul mantinham votos em Meredith Gentry. Os democratas foram da mesma forma incapazes de reunir uma maioria de seu candidato, Howell Cobb.
Na reunião da bancada na noite de 10 de Dezembro, os Whigs concordaram em continuar a votar em Winthrop por mais um dia, mas se ele não fosse eleito apoiariam Morehead, que eles acreditavam que poderia herdar todos os votos de Winthrop e ganhar os votos dos Whigs Sul, bem como por alguns democratas do Sul. Eles apresentaram sua posição em 11 de Dezembro, no final do dia Morehead informou que ele obteve compromisso de apoio de vinte democratas do Sul. Durante o dia de votação, os Whigs do Sul cinco mudaram seu apoio de Gentry para Morehead. Esta mudança trouxe para Morehead o apoio de muitos Whigs do Norte que, na reunião partidária da noite de 11 de Dezembro, declararam que a eleição de Morehead "arruinaria o partido Whig do Norte", especialmente se ele ganhasse o apoio dos democratas do Sul. Ao invés de causar mais divisões na reunião, Morehead retirou seu nome de consideração. Cobb foi finalmente eleito no 63º escrutínio em 22 de Dezembro.

## Governardor do Kentucky
Após seu mandato no Congresso Morehead retomou sua advocacia e administrou sua fazenda. Em 1852 ele foi eleitor presidencial do candidato Winfield Scott e em 1853, ele exerceu outro mandato na câmara de Kentucky. No início de 1855 divergências secionais dividiram o partido Whig. Em Kentucky muitos dos antigos partidários do Whig filiaram-se ao partido Know Nothing. Morehead também filiou-se. Ele afirmou que o partido Know Nothing era mais "unido" que o whig. Os ex-Whigs esperavam assumir o Know Nothing e iriam transformá-lo aos moldes do partido Whig. Assim, quando o candidato a governador pelo Know Nothing, juiz William Loving, abandonou a candidatura devido a problemas de saúde, os recém-chegados ex-Whigs nomearam Morehead para substituí-lo para eleição de governador de 1855. Antes da dissolução do partido, a maioria esperava que os Whigs nomeassem Morehead na Convenção do partido em abril.
Embora em Kentucky houvesse uma pequena população de imigrantes e de católicos, muito do discurso de campanha de Morehead foi dirigido contra esses grupos. A maioria dos imigrantes e a população católica do estado residia em Louisville, então a tensão nesta localidade atingiu o extremo e iniciou-se um motim anti-extrangeiros conhecido por "Bloody Monday" em 6 de agosto de 1855. Morehead ganhou as eleições com 69.816 votos comparados aos 65.413 votos do democrata Beverly L. Clarke. Em seu discurso inaugural, Morehead denunciou a inconstitucionalidade (nullification) da lei do escravo fugitivo e apesar da sua retórica de campanha, proclamou a "igualdade perfeita" para cidadãos naturalizados.
O mandato de Morehead como governador foi muito ativo. Ele aprovou a liberação de financiamento para o 1º Kentucky State Fair, que era um programa destinado ao desenvolvimento da agricultura. Ele também aprovou a formação da sociedade agrícola do estado do Kentucky, em 1856. A pesquisa geológica do estado iniciada sob o Governador Lazarus W. Powell foi concluída e publicada. Obras públicas também progrediram, a malha ferroviária no estado foi estendida de 242 km, para 568 km durante o mandato do Morehead.
O sistema de ensino do Kentucky foi se expandindo rapidamente, criando uma escassez de professores no estado. Então Morehead respondeu a essa necessidade, propondo um projeto de lei para o programa de educação de estado com suporte de professores da Universidade da Transilvânia. O superintendente do Estado, John D. Matthews, pressionou para aprovação do projeto de lei, alegando que a dificuldade para educar novos professores em Kentucky resultaria em contratação de professores do norte, o que iria corromper as mentes das crianças. A lei foi aprovada em 1856, então a Universidade da Transilvânia fez sua transição de uma instituição privada para universidade pública do estado. O dinheiro arrecadado através de impostos de escola (tributo pró-escola), anteriormente considerados como receita genérica pelo legislador, passou a ser utilizada para suportar a Universidade da Transilvânia. Embora o programa de educação de professores inscrevesse setenta e cinco alunos, oposição ao plano surgiu logo após sua aprovação. Muitos cidadãos entendiam que a arrecadação do imposto-escola não deveria ser usado para apoiar o ensino superior. Governador Morehead defendeu o plano, mas quando a assembléia legislativa foi convocada dois anos mais tarde, foi revogado o financiamento da Universidade.
O número de presos alojados na Penitenciária do estado em Frankfort foi também aumentando. Em 1856 havia 237 prisioneiros detidos na instalação que tinha apenas 126 vagas. Porém a lei estadual que obrigava confinamento solitário à noite não estava sendo aplicada devido as restrições de espaço. Morehead colaborou com o legislativo e desenvolveu um plano para expandir a penitenciária para 252 células. Ele também renegociou o contrato do estado com o diretor da penitenciária, tornando-o mais favorável para o estado e permitido ao diretor recolher o rendimento do trabalho do presidiário.
No início de seu mandato Morehead aprovou duas novas concessões bancárias, mas posteriormente vetou vários outras, começando com o proposto banco de Harrodsburg. Muitas outros pedidos de carta bancária foram mal sucedidas na assembleia geral. Os últimos anos da administração do Morehead foram prejudicados pelo pânico financeiro de 1857. Em Dezembro de 1857 ele informou as despesas de $21.000 do estado no auxílio aos pobres.

## Guerra Civil e vida posterior
Morehead mudou-se para Louisville em 1859 e formou uma banca advocatícia com seu sobrinho, Charles M. Briggs. Em fevereiro de 1861 participou da Conferência de paz que tentava resolver as diferenças peculiares entre os Estados. Em maio de 1861 ele foi escolhido como um delegado à Convenção dos estados de fronteira, uma inútil tentativa de evitar a guerra civil. Morehead se recusou a assinar o documento final produzido pela Convenção, porque não concordava com todas as instruções que ele continha. Ele foi um defensor da posição do Kentucky de neutralidade, mas foi pessoalmente simpático ao sul e foi um critico aberto a administração de Lincoln. Ele condenou o Secretário de Estado William H. Seward por ter cortado o comércio com o Sul.
Em 19 de setembro de 1861 Morehead, o editor do Louisville Courie Reuben T. Durrett e um cidadão chamado Martin W. Barr foram presos por deslealdade. Os três foram levados para Indianápolis no estado de Indiana e no dia seguinte a Corte Geral de Louisville através de seu juiz John Catron emitiu um mandado de habeas corpus para Morehead. Em 24 de setembro o oficial que havia preso Morehead disse para Catron que o Secretário da guerra Simon Cameron já havia solicitado a condução de Morehead para o Fort Lafayette no Porto de Nova Iorque. Pouco depois, um grande júri foi convocado e absolveram Morehead.
Morehead foi mais tarde transferido para Fort Warren no Porto de Boston. Ele se queixou aos seus carcereiros sobre as condições na prisão, mais especificamente sobre a dificuldade de escrever cartas quando confinado com nove outros homens em um quarto que media apenas dez por vinte pés. Petições para soltura de Morehead foram entregues ao Presidente Lincoln, mas Lincoln disse ao Secretário de estado Seward que Morehead e os outros presos seriam soltos "quando James Guthrie e James Speed (amigos de Lincoln em Kentucky) entendessem que sim". Mais tarde, Guthrie disse ao Lincoln que Morehead detido "não tinha sido benéfico" para a sua causa em Kentucky. Então Morehead foi libertado em 6 de Janeiro de 1862, na condição de jurar não participar da insurgência dos confederados. Em 19 de março de 1862 foi libertado em definitivo chegando ao fim sua liberdade condicional.
Morehead voltou para sua casa em Louisville, mas temia que sua recusa de prestar juramento de fidelidade à constituição ocasionasse novamente sua prisão. Em junho de 1862 ele fugiu para o Canadá e, em seguida, para a Europa e finalmente para o México. Após a guerra Morehead retornou aos Estados Unidos e viveu em sua fazenda em Greenville no Mississippi. Ele faleceu em 21 de dezembro de 1868 e foi enterrado em sua propriedade. Em 31 de maio de 1879 ele foi removido para o cemitério de Frankfort no Kentucky.

## Ler também
- Morehead, Charles Slaughter; Mason Brown (1834). A Digest of the Statute Laws of Kentucky, of a Public and Permanent Nature: From the Commencement of the Government to the Session of the Legislature, Ending on the 24th February, 1834 : with References to Judicial Decisions. [S.l.]: A. G. Hodges. Consultado em 23 de fevereiro de 2009

## Fonte da tradução
- Este artigo foi inicialmente traduzido, total ou parcialmente, do artigo da Wikipédia em inglês cujo título é «Charles S. Morehead».

| Cargos políticos                | Cargos políticos                 | Cargos políticos             |
| ------------------------------- | -------------------------------- | ---------------------------- |
| Precedido por Lazarus W. Powell | Governador do Kentucky 1855–1859 | Sucedido por Beriah Magoffin |